# Payros-Cazautets
Payros-Cazautets ist eine französische Gemeinde mit 106 Einwohnern (Stand: 1. Januar 2022) im Département Landes in der Region Nouvelle-Aquitaine. Sie gehört zum Kanton Chalosse Tursan und zum Arrondissement Mont-de-Marsan. 
Sie grenzt im Nordwesten an Castelnau-Tursan, im Nordosten an Geaune, im Osten an Clèdes, im Süden an Puyol-Cazalet, im Südwesten an Arboucave und im Westen an Urgons.

## Bevölkerungsentwicklung
| Jahr      | 1962 | 1968 | 1975 | 1982 | 1990 | 1999 | 2008 | 2017 |
| --------- | ---- | ---- | ---- | ---- | ---- | ---- | ---- | ---- |
| Einwohner | 104  | 91   | 88   | 96   | 94   | 100  | 88   | 106  |

## Sehenswürdigkeiten

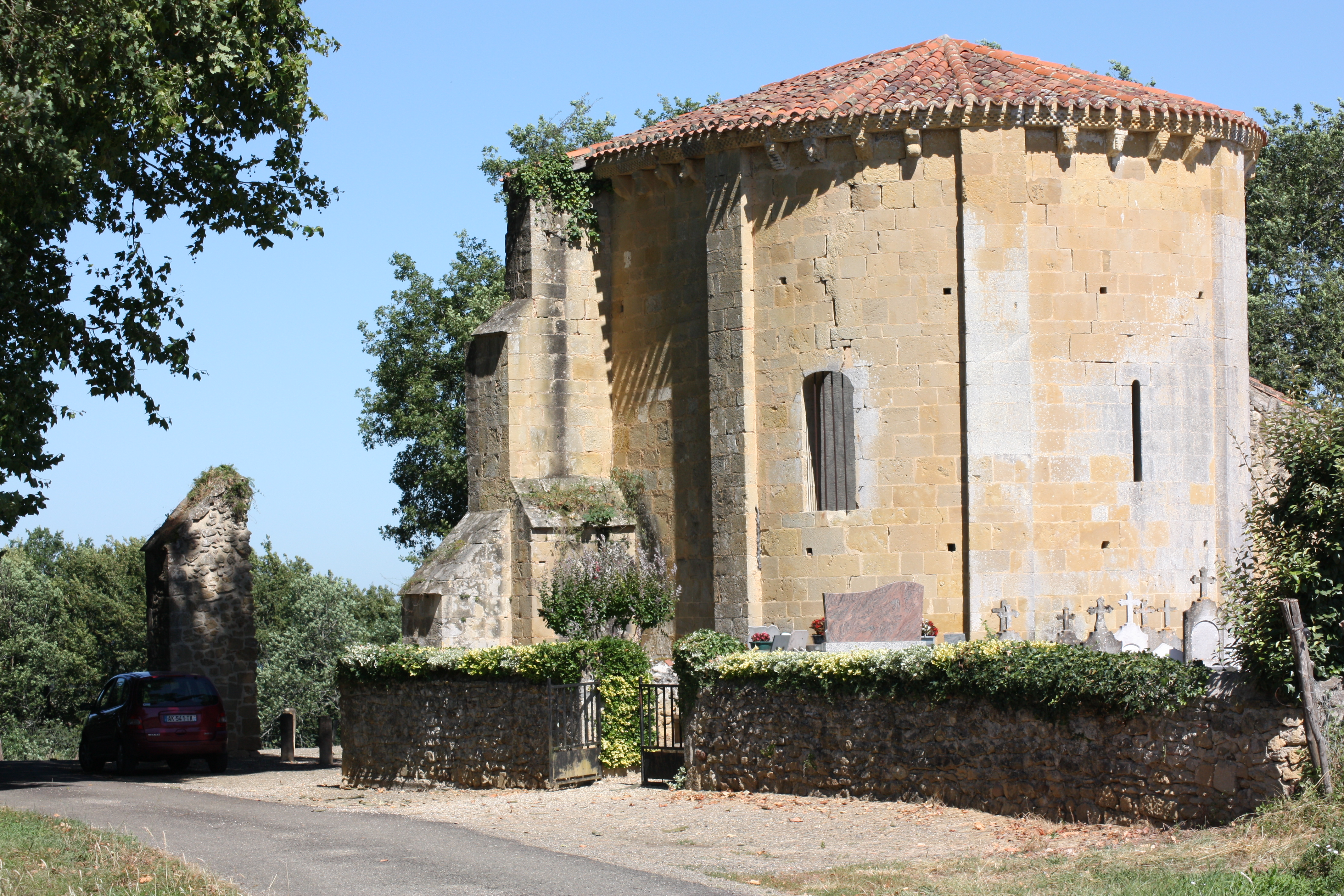
Ehemalige Kirche Notre-Dame

- ehemalige Kirche Notre-Dame
- heutige Kirche Notre-Dame